# Landsvale
Landsvalen (Hirundo rustica), også kaldet forstuesvalen, er en svaleart. Den er 16-22 centimeter, er en elegant flyver og adskiller sig fra de andre danske svalearter med sin røde pande og strube og sit sorte brystbånd. Herudover har landsvalehannen den længste hale af de tre svalearter i landet. Den udvoksede landsvale er sort med blå metalglans på ryggen og på vingeoversiden. Ungfuglene mangler dog den karakteristiske metalglans. Landsvalens bryst er flødefarvet, ofte med et brunligt skær. Næbbet og de korte ben og fødder er sorte. Der er ikke den store forskel på han og hun, dog har hannen den længste og dybest kløftede hale.
Landsvalen er som alle svaler en hurtig flyver, kun mursejlerne overgår den på dette punkt. Til gengæld er den noget ubehjælpsom på landjorden. De korte ben giver landsvalen en trippende gang, hvor fuglen af og til må tage vingerne til hjælp for at holde balancen.
Landsvalen er en meget almindelig ynglefugl i hele landet, selvom bestanden de senere år er gået kraftigt tilbage – muligvis som følge af bedre hygiejne i stalde, som er landsvalens foretrukne redebyggested. Landsvalerne er meget selskabelige og ankommer i foråret omkring 1. maj i flokke, der tit ses sidde tæt sammen på elledningerne. Svalernes ankomst er dermed et af de første tegn på sommer, dog med forbehold – som ordsproget siger: Én svale gør ingen sommer. Om efteråret rejser svalerne til deres vinterkvarterer i det sydlige Afrika. De forlader Danmark omkring sidst i september. Inden landsvalerne forlader landet for vinteren, søger de i store flokke mod tagrørsbevoksninger for at overnatte før den lange flyvetur til Afrika. I gamle dage troede man, at svalerne overvintrede på søbunden, da hele flokken en morgen pludselig var væk fra tagrørsbevoksningen.
Landsvalens rede bygges typisk indendørs i bygninger, hvor de voksne fugle har direkte adgang til det fri, eksempelvis i stalde, lader, garager og udhuse med åbne vinduer eller døre. Reden bygges op ad fremspring, f.eks. loftsbjælker. Redematerialet er mudder og strå, der kiles og klistres sammen til en stivnet masse af form som en flad skål. Reden fores med fjer og hår. Landsvalen når at få to kuld unger i den tid, de opholder sig i Danmark. Det første kuld æg er hvide med brune pletter og lægges i begyndelsen af juni, mens andet kuld lægges sidst i juli. Æggene ruges i cirka 14 dage, og ungerne sidder cirka tre uger i reden, før de er flyvefærdige.
Landsvalen jager flyvende insekter som myg, døgnfluer, små guldsmede, sommerfugle og flyvende myrer. Svalens fødesøgning giver det gamle vejrvarsel en vis rigtighed: Når svalerne flyver lavt, kommer der regn. Svalerne følger deres bytte, og når luftfugtigheden stiger, søger de flyvende insekter nedad – og svalerne følger efter. Svalerne er så dygtige flyvere, at de kan drikke af en søoverflade, mens de passerer lavt henover i glideflugt. 

## Billedgalleri
- Landsvalens æg.
- Landsvale, to juvenile.
- Landsvale fodrer sine unger.